# مورجان (مقاطعة فيروزآباد)
مورجان (بالفارسية: مورجان) هي قرية تقع في قسم دادنجان الريفي في إيران. يقدر عدد سكانها بـ 221 نسمة بحسب إحصاء 2016.